# 中川真雄
中川 真雄（なかがわ まお、1989年8月27日 - ）は、日本のバスケットボール選手である。身長195cm、体重88kgで、ポジションはフォワード、センター。2012年にプロバスケットボールチームのTGI D-RISEと契約してプロ選手となり、2014年にはパスラボ山形ワイヴァンズに移籍。2015年11月まで同チームに所属した。

## 経歴
滋賀県出身。明成高等学校では佐藤久夫の指導を受け、全国大会に出場する。高校卒業後は青山学院大学に進み、2010年度、2011年度の大学4冠制覇に貢献した。
2012年に大学を卒業し、プロバスケットボールチームのリンク栃木ブレックスと契約し、その下部組織であるNBDL所属のTGI D-RISEに入団。NBDL 2013-14シーズンにはNBDLオールスターに選出された。
2014年にD-RISEの権利が山形県の株式会社パスラボに譲渡され、パスラボ山形ワイヴァンズが設立されたことに伴い、中川も山形へ移籍した。
山形の初年度となるNBDL 2014-15シーズンには32試合に出場し、1試合平均7.3得点、4.9リバウンドを挙げる。NBDL 2015-16シーズンも山形と契約し、2015年11月8日のレノヴァ鹿児島戦では外国人選手とのリバウンド争いなどで、チームの3連勝に貢献した。しかし、9月1日に自動車運転中の速度違反を犯したことで11月に検挙され、さらにこの捜査の中で、これまで1度も運転免許を取得していなかった無かったことも発覚する。このことによりチームは、11月18日付で中川を解雇した。

## 個人成績
| シーズン | チーム | GP | GS | MPG  | FG%  | 3P%  | FT%  | RPG | APG | SPG | BPG | TO  | PPG |
| -------- | ------ | -- | -- | ---- | ---- | ---- | ---- | --- | --- | --- | --- | --- | --- |
| 2012-13  | TGI    |    |    |      |      |      |      |     |     |     |     |     |     |
| 2013-14  | TGI    | 31 | 18 | 29.2 | 52.3 | 0.0  | 66.7 | 5.0 | 1.6 | 0.7 | 0.5 | 1.5 | 5.9 |
| 2014-15  | 山形   | 32 | 29 | 27.7 | 46.6 | 29.6 | 81.4 | 4.9 | 0.8 | 0.8 | 0.4 | 0.9 | 7.3 |
| 2015-16  | 山形   | 6  | 5  | 28.3 | 62.1 | 28.6 | 71.4 | 6.5 | 1.5 | 1.0 | 0.2 | 1.3 | 8.0 |